# Onanista de Pompeia
L'onanista de Pompeia és el nom amb el qual es coneix una de les víctimes de l'erupció del Vesuvi del 24 d'agost de l'any 79 dC. El 2017, la seva imatge petrificada es va fer viral quan el professor Massimo Osanna, director del Parc Arqueològic de Pompeia, va penjar la fotografia de les seves despulles a les xarxes socials. La fotografia mostra la figura d'un home, solidificada per l'acció de la lava, aparentment nu, amb les mans als genitals, les cames relaxades i el cap lleugerament inclinat cap enrere. Els primers comentaris després de publicar la fotografia suggerien que la lava hauria sorprès a aquesta persona en un moment de plaer onanista, si bé les investigacions científiques posteriors van contradir aquestes primeres interpretacions i els acudits que es van fer més tard. Segons Pier Paolo Petrone, antropologo que va estudiar durant diverses dècades les víctimes del Vesuvi, l'individu de la imatge hauria mort per l'acció del flux piroclàstic, amb els braços i cames flexionades a causa de la calor extrema, la qual probablement va arribar als 260 graus Celsius. La majoria de les víctimes humanes trobades a Pompeia mostren sovint els braços i cames en posicions estranyes, a causa de la contracció dels seus pulmons i com a conseqüència de l'efecte de la calor en els seus cossos després de morir. Molt probablement, la postura d'aquesta víctima es deu al fet que l'home va tractar d'adoptar una posició de seguretat o defensa com acte reflex, si bé en els pocs segons en què es va produir la seva mort no va tenir temps per a cobrir-se completament.